# Huanuni (gemeente)
Huanuni is een gemeente (municipio) in de Boliviaanse provincie Pantaléon Dalence in het departement Oruro. De gemeente telt naar schatting 27.188 inwoners (2018). De hoofdplaats is Huanuni.